# 鳳来寺駅

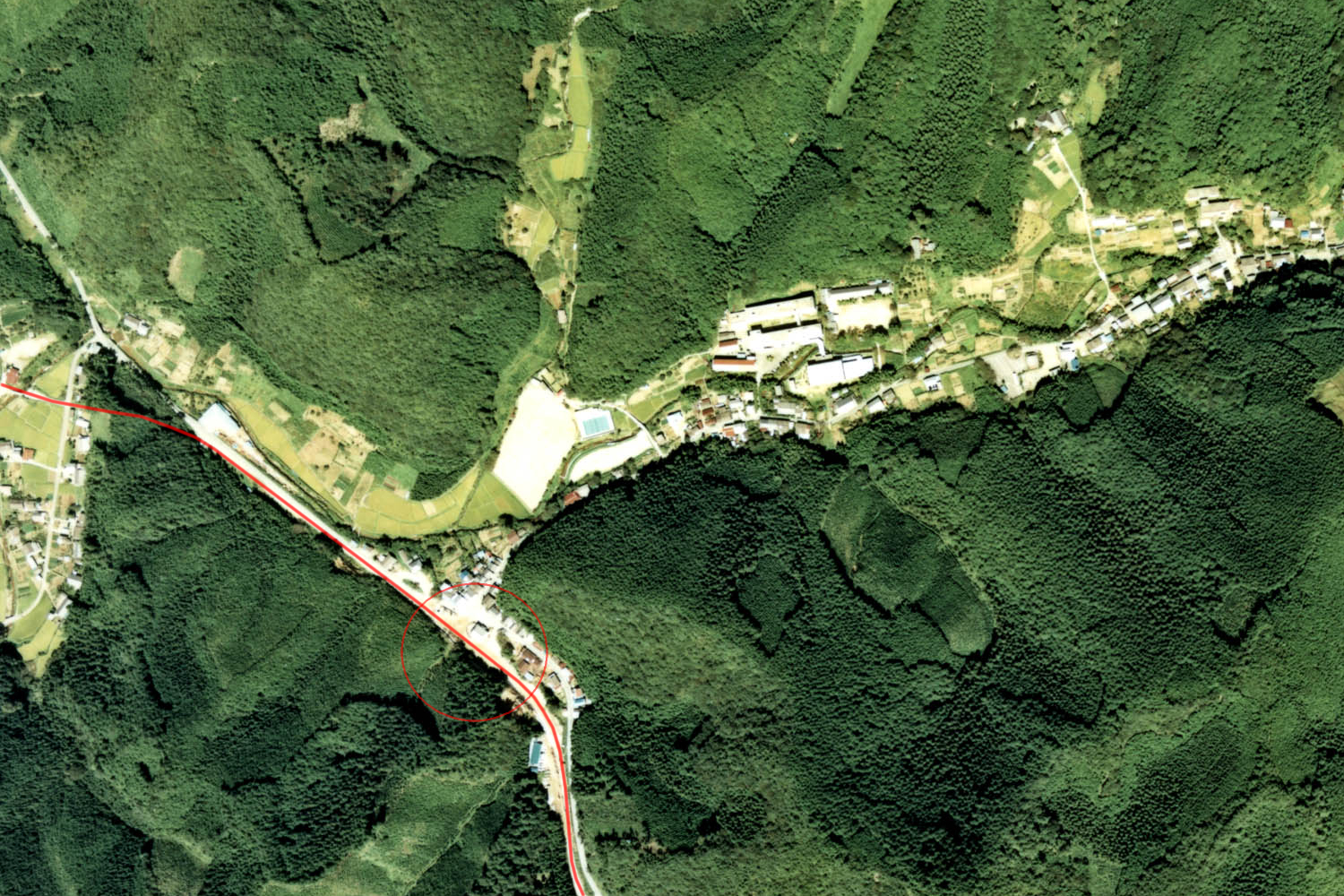
1977年の鳳来寺駅跡とその周囲。赤で囲った場所に駅があった。赤い線は田口線の廃線跡。

鳳来寺駅（ほうらいじえき）は、愛知県新城市門谷字笠川にかつて存在した豊橋鉄道田口線の駅。鳳来寺の最寄り駅であった。
1929年（昭和4年）に田口鉄道により開業。1956年（昭和31年）に豊橋鉄道の駅となるが、1968年（昭和43年）に路線の廃線に伴って廃止された。南設楽郡鳳来寺村（1956年以降は鳳来町、現・新城市）にあった駅の一つである。

## 歴史

### 開業までの経緯
鳳来寺駅は1929年（昭和4年）5月22日、田口鉄道の第一期線として本長篠駅（当時は鳳来寺口駅）から三河海老駅までの区間が開通した際、あわせて開業した。駅名については、当初は大字と同じ「門谷」が予定されていた。駅のできた門谷は鳳来寺山山麓にあり、鳳来寺の門前町として栄えた地域である。同駅は、鳳来寺の表参道の入り口に置かれた。
駅を開設した田口鉄道は、北設楽郡田口町（現・設楽町）まで鉄道を敷設すべく1927年（昭和2年）11月に設立された会社である。会社設立前の構想では、豊川鉄道の終点長篠駅（現・JR飯田線大海駅）を起点とし、玖老勢までは豊川（寒狭川）に沿うルートとする予定であった。しかし会社設立段階になり、長篠駅より先の区間を開通させていた鳳来寺鉄道（豊川鉄道と同様にJR飯田線の前身）や鳳来寺からの出資を得るために、鳳来寺鉄道鳳来寺口駅へ起点を移し、かつ鳳来寺の前を通すルートとすることになった。

### 開業後の推移
駅ができると、駅前には十数軒の民家が集まり一つの集落が形成された。1935年（昭和10年）には門谷に鳳来寺女子高等学園（のちの愛知県立鳳来寺高等学校、2011年閉校）が開校する。同校は田口鉄道によるアクセスを前提として開設されたともいえた。
太平洋戦争中の1945年（昭和20年）7月27日より、駅に田口鉄道の本社が入った。もともと本社は豊橋市内にあったが、同年の豊橋空襲で被災したため移転してきたものである。
戦後の1949年（昭和24年）9月23日、駅前に「田口鉄道自然科学博物館」が開館した。「東三河の地質と鉱物の会」に田口鉄道が協力して創設したもので、鳳来寺山を中心とする資料を展示した。この施設は1963年（昭和38年）に開館した町立鳳来寺山自然科学博物館の基礎となっている。
鳳来寺の最寄り駅として毎年11月23日の鳳来寺山もみじ祭の際には、飯田線から臨時列車が乗り入れていた。 1961年（昭和36年）7月25日から8月10日までの期間には、名古屋駅からの直通快速列車も「臨電鳳来」として運転され、 また1950年（昭和25年）から1954年（昭和29年）にかけて、名古屋鉄道（名鉄）の小坂井支線と飯田線を介して、名鉄の団体用臨時列車が新名古屋駅（現・名鉄名古屋駅）方面から乗り入れていたこともある
1956年（昭和31年）10月1日、田口鉄道は豊橋鉄道に合併された。これに伴い豊橋鉄道田口線の駅となった。

### 廃止とその後
合併から8年後の1964年（昭和39年）、豊橋鉄道は赤字の拡大に伴って田口線の廃止を決定、4年後の1968年（昭和43年）8月末を以って全線廃止、9月1日よりバスへの転換が実施され、駅もあわせて廃止された。
2012年（平成24年）現在、本長篠駅と設楽町田口を結ぶのは豊鉄バス田口新城線で、新城駅近くの新城市民病院(以前の名称は新城病院前)バス停から本長篠駅前経由で田口まで運行されている。門谷地内ではバスは愛知県道32号長篠東栄線を走行しており、駅のあった字笠川に「鳳来寺」バス停が設置されている。
また、当駅にあった腕木式信号機は愛知県春日井市にある中部大学に移設され、保存されている。

## 構造
相対式2面2線ホームと貨物ホーム片面1線を持つ有人駅で、1956年（昭和31年）の時点で駅長を含めて4人配置されていた。
駅舎はローカル私鉄としては珍しい、豊川稲荷本殿を築造した宮大工、井桁屋により施工された、和洋折衷の寺院風木造二階建て建築で、戦前には二階部分で食堂も経営していた。

## 利用状況
1957年度の乗車人員は20万4千人（1日平均558人）で、そのうち4分の3にあたる15万4千人が定期乗車券での利用客であった。この乗車人員は田口線全11駅において、本長篠駅に次いで2番目に多い。鳳来寺高校の学生の利用が多かった。
同年度における貨物取扱量は、発送が49トン、到着が71トンであった。田口線の貨物取扱駅は7駅あったが、取扱量はその中で最少である。

## 駅の跡地
駅の跡地は上記の鳳来寺バス停付近である。駅舎跡は愛知県道32号と鳳来寺の参道（愛知県道441号）の交差点付近にあたる。線路跡は県道32号に吸収された。
駅舎は駅の廃止後も解体されず、改装の上1969年（昭和44年）10月10日より「豊鉄ほうらいじ食堂」として営業を開始した。道路改修工事によりこの食堂は撤去されるものの隣地に新たな食堂を建設して営業を続けたが、2004年（平成16年）に閉鎖され、2009年（平成21年）に取り壊された。

## 隣の駅
豊橋鉄道
田口線
三河大草駅 - 鳳来寺駅 - 玖老勢駅